# اقتصاد زراعي
الاقتصاد الزراعي أو الاقتصاد الريفي هو ميدان تطبيقي يهتم بتطبيق النظرية الاقتصادية في تحسين الإنتاج وتوزيع الغذاء والألياف. بدأ الاقتصاد الزراعي بوصفه فرعًا في الاقتصاد يتناول استخدام الأرض على وجه التحديد، وركز على مضاعفة غلة المحصول مع الحفاظ على نظام بيئي ذي تربة جيدة. اتّسع نطاق التخصص على مدى القرن العشرين وأصبح نطاقه الحالي أكثر اتساعًا. يشمل الاقتصاد الزراعي في الوقت الراهن جملة من المجالات التطبيقية مع قدر كبير من التداخل مع الاقتصاد التقليدي. قدّم الاقتصاديون الزراعيون إسهامات هامة للأبحاث في الاقتصاد، والاقتصاد القياسي، واقتصاديات التنمية، والاقتصاد البيئي. يؤثر الاقتصاد الزراعي في السياسة الغذائية والزراعية والبيئية.

## النشأة
عُرِّف الاقتصاد أنه دراسة تخصيص الموارد في ظلّ الشح. يُحسّن الاقتصاد الزراعي، أو تطبيق الأساليب الاقتصادية القرارات الصادرة من جانب المنتجين الزراعيين، وتعاظمت أهميته في مطلع القرن العشرين. يُعزى ميدان الاقتصاد الزراعي إلى الأعمال ذات الصلة باقتصاد الأراضي. يُعدّ هنري تشارلز تايلور أعظم المساهمين في تأسيس قسم الاقتصاد الزراعي عام 1909 في ولاية ويسكونسن.
ثيودر شولتز الفائز بجائزة نوبل في العلوم الاقتصادية عام 1979، هو مُسهِم أخر، ومن أوائل من بحث في اقتصاديات التنمية بوصفها مشكلة ذات صلة مباشرة بالزراعة، كما أدى دورًا رئيسيًا في تأسيس الاقتصاد القياسي بوصفه وسيلةً تستخدم في تحليل الاقتصاد الزراعي تجريبيًا؛ أشار في مقالته الشهيرة عام 1956 أن تحليل الموارد الزراعية يتأصّل في «الرمل المسفي»، ومعنى ذلك أنه كان وببساطة ما زال لا يجري بالشكل الصحيح.

يلخص أحد الباحثين تطور الاقتصاد الزراعي على النحو الآتي: 
برز الاقتصاد الزراعي في أواخر القرن التاسع عشر، ووحد نظرية المنشأة مع نظرية التسويق والتنظيم، وتطور على نطاق واسع طيلة القرن العشرين بوصفه فرعًا تجريبيًا من الاقتصاد العام. كان الاختصاص يرتبط ارتباطًا وثيقًا بالتطبيقات التجريبية للإحصاء الرياضي وقدّم إسهامات مبكرة وملموسة لأساليب الاقتصاد القياسي. انجذب الاقتصاديون الزراعيون في ستينيات القرن العشرين وبعد ذلك مع تعاقد القطاعات الزراعية في دول منظمة التعاون الاقتصادي والتنمية (OECD) إلى مشاكل التنمية في البلدان الفقيرة، وانعكاسات سياسة التجارة والاقتصاد الكلي للزراعة في البلدان الغنية، بالإضافة إلى جملة من مشاكل الإنتاج، والاستهلاك والمشاكل البيئية ومشاكل الموارد.
قدّم الاقتصاديون الزراعيون العديد من الإسهامات ذائعة الصيت في ميدان الاقتصاد مع نماذج مثل النموذج العنكبوتي، ونماذج تسعير انحدار المنفعة، والتقنية الجديدة ونماذج الانتشار التي ابتكرها (تسفي غريليشيز)، والإنتاجية متعددة العوامل ونظرية الكفاءة والقياس، وانحدار المعاملات العشوائي. يُستشهد بالقطاع الزراعي كثيرًا بوصفه خير مثال على النموذج الاقتصادي للمنافسة المثالية.
اقتُرِح الاقتصاد الزراعي في آسيا بدايةً في قسم الاقتصاد الزراعي في جامعة لوس بانوس في الفلبين عام 1919. تحوّل ميدان الاقتصاد الزراعي في الوقت الحاضر إلى اختصاص يتّسم بدرجة أكبر من التكاملية ذلك لأنه يغطي إدارة المزارع واقتصاد الإنتاج، التمويل الريفي والمؤسسات، التسويق الزراعي والأسعار، السياسة الزراعية والتنمية، الغذاء واقتصاد التغذية، اقتصاد الموارد الطبيعية والبيئية.
وفقًا لأحد الباحثين في الميدان، اهتم الاقتصاد الزراعي منذ سبعينيات القرن الماضي بشكل رئيسي بسبعة موضوعات رئيسة: البيئة الزراعية والموارد؛ المخاطرة والشك؛ الغذاء واقتصاد المستهلك؛ الأسعار والمدخولات؛ هياكل السوق؛ التجارة والتنمية؛ التغيير التقني ورأس المال البشري.

## الموضوعات الرئيسية في الاقتصاد الزراعي

### البيئة الزراعية والموارد الطبيعية
ساهم الاقتصاديون الزراعيون في ميدان الاقتصاد البيئي في ثلاثة جوانب رئيسية: ابتكار حوافز للتحكم بالآثار الخارجية البيئية (مثل تلوث الماء الناجم عن الإنتاج الزراعي)، تقدير قيمة الفوائد غير السوقية من الموارد الطبيعية والمزايا البيئية (مثل التماس المناظر الطبيعية الريفية)، الترابط المتشابك بين الأنشطة الاقتصادية والتداعيات البيئية. طوّر الاقتصاديون الزراعيون بخصوص الموارد الطبيعية وسائل كمية لتحسين إدارة الأراضي، والحيلولة دون التعرية، وإدارة الآفات، وحماية التنوع الإحيائي، ودرأ أمراض الماشية.

### الغذاء واقتصاد المستهلك
رغم أنه في مرحلة ما كان تركيز الاقتصاد الزراعي يصب بشكل رئيسي في القضايا الزراعية، درس الاقتصاديون الزراعيون في الأعوام الأخيرة موضوعات شتّى تتعلق بالاقتصاد ذو الاستهلاك الغذائي. إلى جانب تأكيد الاقتصاديين منذ فترة طويلة على تأثيرات الأسعار والمدخولات، درس الباحثون في هذا الميدان كيف تؤثر المعلومات وخصائص الجودة على سلوك المستهلك. ساهم الاقتصاديون الزراعيون في فهم كيف تقوم الأسر بالاختيار بين شراء الطعام أو إعداده في المنزل، وكيفية تحديد أسعار الغذاء، وتحديد خط الفقر، وكيف يستجيب المستهلكون للتغييرات في الأسعار والدخل على نحو توافقي، إضافةً إلى وسائل الاستقصاء والتجريب لفهم أذواق المستهلكين.

### اقتصاد الإنتاج وإدارة المزارع
تناولت أبحاث الاقتصاد الزراعي تضاؤل العائدات في الإنتاج الزراعي فضلًا عن تكاليف المزارعين واستجابات العرض. طبقت معظم الأبحاث نظرية الاقتصاد على القرارات المتّخذة على المستوى الزراعي. حققت دراسات المخاطرة واتخاذ القرار في ظل الشك استخدامات حقيقية لإحداث سياسات التأمين وفهم كيف يتخذ المزارعون في البلدان النامية قراراتهم بشأن اعتماد التكنولوجيا. لهذه الموضوعات أهمية في فهم فرص إنتاج غذاء كاف للنمو السكاني العالمي، مع مراعاة التحديات البيئية والموارد الجديدة مثل ندرة المياه والاحتباس الحراري العالمي.

### اقتصاديات التنمية
تهتم اقتصاديات التنمية اهتمامًا واسع النطاق بتحسين الأوضاع المعيشية في البلدان ذات الدخل المحدود، وتحسين الأداء الاقتصادي في البيئات ذات الدخل المحدود. نظرًا لأن الزراعة تحتل جزءًا كبيرًا في معظم الاقتصادات النامية من حيث التوظيف وحصة الناتج الإجمالي المحلي على حد سواء، كان الاقتصاديون الزراعيون في طليعة المنهج التجريبي فيما يخص اقتصاديات التنمية، مما ساهم في فهمنا لدور الزراعة في التنمية الاقتصادية، والنمو الاقتصادي والتحول الهيكلي. يهتم العديد من الاقتصاديين الزراعيين بالنظم الغذائية في الاقتصادات النامية، وأوجه الترابط بين الزراعة والتغذية، وطرائق تفاعل الزراعة مع غيرها من الميادين، مثل البيئة الطبيعية.

## الجمعيات المهنية
يعقد الاتحاد الدولي للاقتصاديين الزراعيين (IAAE) مؤتمره الأساسي كل ثلاث سنوات، وهو اتحاد مهني عالمي النطاق. ويصدر مجلة الاقتصاد الزراعي. توجد كذلك الرابطة الأوروبية لخبراء الاقتصاد الزراعي (EAAE)، والرابطة الأفريقية لخبراء الاقتصاد الزراعي (AAAE)، والجمعية الأسترالية للاقتصاد الزراعي واقتصاد الموارد. يقوم المعهد الدولي لبحوث السياسات الغذائية بعمل ملموس في الاقتصاد الزراعي على الصعيد الدولي.
تعد الرابطة الاقتصادية التطبيقية والزراعية (AAEA) الرابطة المهنية الرئيسية في الولايات المتحدة، والتي تعقد مؤتمرها السنوي الخاص بها وتشارك كذلك برعاية الجلسات السنوية لرابطة العلوم الاجتماعية المتحالفة (ASSA). تصدر الرابطة الاقتصادية التطبيقية والزراعية المجلة الأمريكية للاقتصاد الزراعي وسياسات ورؤى الاقتصاد التطبيقي.

## المسارات المهنية للاقتصاد الزراعي
يجد حملة الشهادات من أقسام الاقتصاد الزراعي والتطبيقي فرصًا وظيفية في العديد من قطاعات الاقتصاد: الإدارة الزراعية، والأعمال التجارية الزراعية، وأسواق السلع الأساسية، والتعليم، والقطاع المالي، والقطاع الحكومي، الإدارة البيئية والموارد الطبيعية، والعقارات، والعلاقات العامة. تتطلب المسارات المهنية في الاقتصاد الزراعي درجة البكالوريوس كحد أدنى، وتستلزم الوظائف البحثية في هذا الميدان تدريبًا على مستوى الدراسات العليا؛ انظر درجة الماجستير في الاقتصاد الزراعي. عدّ مركز جورج تاون للتعليم والقوى العاملة في دراسة عام 2011 أن الاقتصاد الزراعي يعادل المركز الثامن من أصل 171 ميدان من ناحية القابلية للتوظيف.